# De Sitter (kráter)

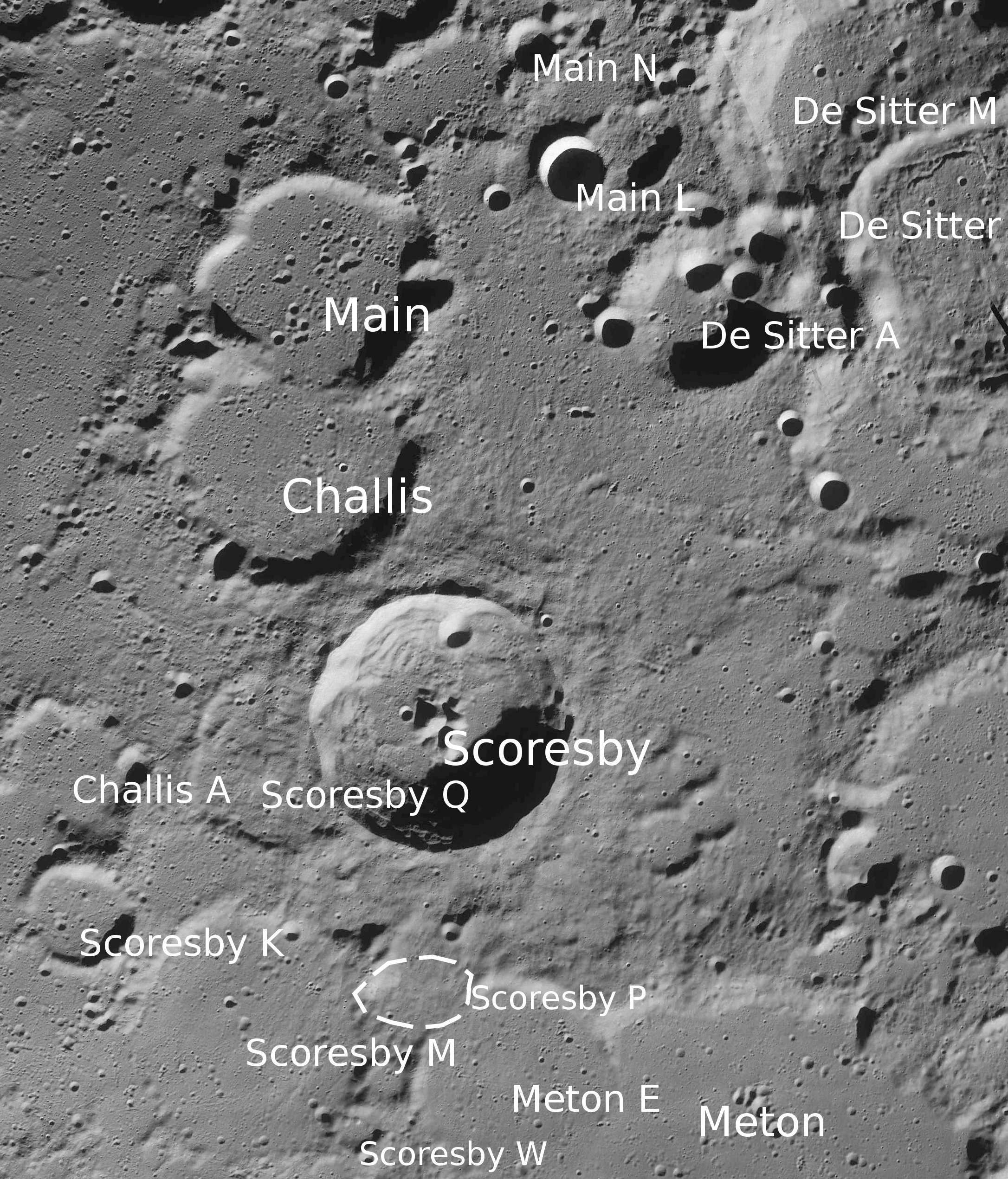
Kráter De Sitter a západní okolí

De Sitter je kráter nacházející se v severní polární oblasti na přivrácené straně Měsíce. Ze Země je pozorovatelný se značným zkreslením. Má průměr 65 km. Je obklopen několika satelitními krátery.
Východně leží kráter typu valové roviny Nansen. Jižně se nachází dvojice kráterů Baillaud a Euctemon, západně dvojice Challis a Main, západo-jihozápadně kráter Scoresby.

## Název
Pojmenován byl v roce 1964 na počest nizozemského astronoma Willema de Sittera.

## Satelitní krátery
V okolí kráteru se nachází několik dalších kráterů. Ty byly označeny podle zavedených zvyklostí jménem hlavního kráteru a velkým písmenem abecedy.
| De Sitter | Sel. šířka | Sel. délka | Průměr |
| --------- | ---------- | ---------- | ------ |
| A         | 80.2° S    | 26.6° V    | 36 km  |
| F         | 80.2° S    | 51.0° V    | 22 km  |
| G         | 78.9° S    | 42.7° V    | 9 km   |
| L         | 78.8° S    | 34.5° V    | 69 km  |
| M         | 81.3° S    | 38.5° V    | 81 km  |
| U         | 77.8° S    | 46.5° V    | 37 km  |
| V         | 79.1° S    | 56.9° V    | 17 km  |
| W         | 79.4° S    | 54.1° V    | 40 km  |
| X         | 80.3° S    | 55.4° E    | 9 km   |